# René Morax
René Morax (* 11. Mai 1873 in Morges; † 3. Januar 1963 ebenda, heimatberechtigt in Mex, ab 1953 von Morges) war ein Schweizer Dramatiker, Inszenator und Theaterleiter.

## Leben
René Morax wuchs mit seinen Brüdern Jean und Victor als Sohn eines Kantonsarztes auf. Er studierte Geisteswissenschaften an der Universität Lausanne und hatte Aufenthalte in Berlin, Paris und London. Er war Junggeselle.
Zum hundertjährigen Bestehen des Kantons Waadt im Jahre 1903 inszenierte er sein Drama La Dîme, mit welchem er internationale Beachtung erlangte. Als er zwei Jahre später (1905) mit seinem Bruder Jean die künstlerische Verantwortung für das Fête des Vignerons (Winzerfest) trug, wurde René Morax darin bestärkt, sich für das Schweizer Volkstheater in französischer Sprache einzusetzen. Er eröffnete im Jahre 1908 das Théâtre du Jorat in Mézières. Für dieses Festspielhaus aus Holz, das eine erstaunlich gute Akustik besass, schrieb er die meisten Stücke selbst, arbeitete aber auch oft mit Gustave Doret zusammen. 1913 gehörte er zu den Gründungsmitgliedern der Cahiers vaudois.
Die Themen seiner Dramen basieren auf der Bibel, sind historisch oder romanische Legenden. Aber auch der dörfliche oder militärische Schwank ist vertreten. Auch dem Marionetten-Theater wurde Raum gegeben. Alle zwei Jahre fand nun eine Aufführung statt – mit Ausnahme während der beiden Weltkriege. Somit sind fünfzehn Werke von 1908 bis 1947 entstanden. Einige davon sind berühmt geworden.
Zusammen mit dem Mäzen Werner Reinhart unternahm er 1919 eine Reise nach Indien, welche sein Schaffen geprägt hat. Vor allem sein bekanntestes Werk, Le roi David (1921), welches von Arthur Honegger vertont wurde, war stark beeinflusst von seinem Aufenthalt in Asien.
Er erhielt 1942 den Dramenpreis der Welti-Stiftung für sein Stück Job le vigneron und gehörte zu den Pionieren der modernen Bühnendichtung aus dem französischsprachigen Raum.
Im Jahre 1936 wurde er zum Ehrenbürger von Mézières ernannt.

## Werke

Plakat von Jean Morax für das Stück La nuit des Quatre Temps, 1912

- 1902: Les quatre doigts et le pouce
- 1903: La Dime, Vertonung Alexandre Denéréaz
- 1908: Henriette
- 1910: Aliénor, Vertonung von Gustave Doret
- 1911: Orphée
- 1912: La nuit des Quatre Temps
- 1914: Tell
- 1921: Le roi David, bibl. Drama, vertont von Arthur Honegger
- 1923: Davel
- 1925: Judith
- 1937: La Servante d’Évolène, vertont von Gustave Doret
- Roméo et Juliette
- La terre et l’eau
- La belle de Moudon
- Charles le téméraire
- La lampe d’argile